# Homolobus macropterus
Homolobus macropterus är en stekelart som beskrevs av Van Achterberg 1979. Homolobus macropterus ingår i släktet Homolobus och familjen bracksteklar. Inga underarter finns listade i Catalogue of Life.